# Governo Orlando
Il governo Orlando è stato il cinquantaduesimo esecutivo del Regno d'Italia, guidato da Vittorio Emanuele Orlando.  
Esso, nato in seguito alle dimissioni del governo precedente, è stato in carica dal 29 ottobre 1917 al 23 giugno 1919 (sebbene già dimissionario dal precedente 19 giugno), per un totale di 601 giorni, ovvero 1 anno 7 mesi e 24 giorni. 
In questo governo furono istituiti per via di necessità belliche e politiche (essendo stato un governo di unità nazionale), tramite regio decreto, decreto luogotenenziale, decreto legislativo e decreto ministeriale, una serie di ministeri e commissariati generali. Tra i vari, nello specifico:
- Con R.D. del 5 agosto 1917 n. 1215, il "Commissariato generale per i Carboni ed i Combustibili nazionali", con la conseguente soppressione del Commissariato incaricato per i carboni;
- Con R.D. del 1º novembre 1917 n. 1812, il "Ministero dell'Assistenza militare e delle Pensioni di guerra";
- Con D.M. del 18 novembre 1917 n. 1897, l’ "Alto commissariato per l’assistenza morale e materiale ai profughi di guerra";
- Con R.D. del 22 maggio 1918, n. 700, il "Ministero degli Approvvigionamenti ed i Consumi alimentari" in sostituzione del "Commissariato generale per gli Approvvigionamenti ed i Consumi alimentari". Esso fu infine soppresso e trasformato in un sottosegretariato di Stato (R.D. del 23 giugno 1919, n. 1063).
- Con R.D. del 13 settembre 1918 n. 1318, il "Commissariato generale delle Armi e delle Munizioni", con la successiva soppressione (R.D. del 24 novembre 1918, n. 1748) dell’omonimo ministero. Esso fu successivamente soppresso e trasformato in sottosegretariato di Stato, con R.D. del 15 dicembre 1918, n. 1909, ed infine definitivamente liquidato e soppresso (D.Lgt. del 5 gennaio 1919, n. 10), con la rappresentanza di quest’ultimi già precedentemente passata al Ministero dei trasporti marittimi e ferroviari, divenuto nel mentre Ministero per le Armi ed i Trasporti (R.D. del 16 giugno 1917, n. 980) e poi soppresso con ritorno di competenze al Ministero dei Trasporti.
- Con D.Lgt. del 1º novembre 1918 n. 1813, il "Commissariato generale per l’aeronautica", poi soppresso secondo le sorti del Commissariato delle Armi e delle Munizioni (D.Lgt. del 15 settembre, n. 1318 e 3 ottobre 1918, n. 1455);
- Con R.D. del 18 gennaio 1919 n. 39, la "Vicepresidenza del Consiglio dei Ministri";
- Con D.Lgs. del 19 gennaio 1919, n. 41, il "Ministero per le terre liberate dal nemico";

## Compagine di governo

### Appartenenza politica
| Partito | Partito                                | Presidente | Ministri | Commissari | Sottosegretari | Totale |
| ------- | -------------------------------------- | ---------- | -------- | ---------- | -------------- | ------ |
|         | Unione Liberale (Italia)               | 1          | 7        | 3          | 10             | 19     |
|         | Indipendente (politica)                | -          | 5        | 4          | 3              | 12     |
|         | Partito Radicale Italiano              | -          | 3        | 3          | 5              | 11     |
|         | Militare                               | -          | 3        | -          | 4              | 7      |
|         | Partito Socialista Riformista Italiano | -          | 2        | -          | 1              | 4      |

Con l’appoggio esterno di unità nazionale di Partito Democratico Costituzionale Italiano, Unione elettorale cattolica italiana, Partito Democratico, Radicali dissenzienti,  Cattolici Conservatori, Repubblicani dissenzienti, Partito Repubblicano Italiano e Associazione Nazionalista Italiana.

### Situazione parlamentare
NOTA: Nonostante ormai le dinamiche parlamentari sulla fiducia (che venivano spesso attuate indirettamente e tramite vari ordini del giorno), avevano ormai portato ad una prassi di forte rilevanza stratificata e abbastanza consolidata dell’organo legislativo e della Monarchia parlamentare, con un’evidente evoluzione in senso democratico della responsabilità politica, essa fu ciononostante solo una convenzione costituzionale. Ufficialmente infatti, ai tempi del Regno d'Italia, poiché secondo lo Statuto Albertino il governo rispondeva concretamente al solo Re (il quale, dando egli stesso una prima fiducia al governo, aveva il potere di far resistere l’esecutivo ad un voto della Camera dei deputati, come alcune volte fece), il rapporto con il Parlamento in senso moderno non era pienamente obbligatorio (ed in tal senso vari sono stati i casi di formazione o sopravvivenza di un governo palesemente privo di tale supporto), pur diventato oramai fondamentale (e più affine alla forma moderna solo successivamente, specie con l’ascesa dei partiti di massa e con l’introduzione del sistema proporzionale). Per questo motivo, il grafico sottostante espone, secondo ricostruzioni e dichiarazioni, nonché secondo la composizione del governo ed anche secondo il voto effettivamente subìto, il supporto che questo ha ottenuto a fini puramente enciclopedici e storici, tenendo conto della facile mutevolezza delle forze politiche e del contesto storico-politico.
Al momento della sua formazione, il 29 ottobre 1917:
| Camera              | Collocazione     | Partiti                                                                          | Seggi     |
| ------------------- | ---------------- | -------------------------------------------------------------------------------- | --------- |
| Camera dei deputati | Maggioranza      | UL (265), PR (62), PSRI (19)                                                     | 346 / 508 |
| Camera dei deputati | Appoggio esterno | PDCI (29), UECI (20), PD (11), RAD-D. (11), CC (9), REP-D. (9), PRI (8), ANI (5) | 102 / 508 |
| Camera dei deputati | Opposizione      | PSI (52), SOC-IND (8)                                                            | 60 / 508  |

Al momento della sua caduta, il 23 giugno 1919:
| Camera              | Collocazione | Partiti | Seggi     |
| ------------------- | ------------ | --- | --------- |
| Camera dei deputati | Governo      | UL (78) | 78 / 508  |
| Camera dei deputati | Opposizione  | PR (62), PSI (52), PDCI (29), UECI (20), UL-D. (19), PSRI (19), PD (11), RAD-D. (11), CC (9), REP-D. (9), PRI (8), SOC-IND (8), ANI (5) | 262 / 508 |
| Camera dei deputati | Non votanti  | UL-D. (168) | 168 / 508 |

## Composizione
| Carica                                                             | Titolare                              | Titolare                                                              | Titolare                                                                        | Sottosegretari |
| Presidenza del Consiglio dei ministri                              | Presidenza del Consiglio dei ministri | Presidenza del Consiglio dei ministri                                 | Presidenza del Consiglio dei ministri                                           | Sottosegretario di Stato alla Presidenza del Consiglio |
| ------------------------------------------------------------------ | ------------------------------------- | --------------------------------------------------------------------- | ------------------------------------------------------------------------------- | --- |
| Presidente del Consiglio dei ministri                              |                                       |                                                                       | Vittorio Emanuele Orlando (UL)                                                  | Carica non assegnata |
| Vicepresidente del Consiglio dei ministri                          |                                       |                                                                       | Giovanni Villa (Indipendente) (dal 18 gennaio al 23 giugno 1919)                | Carica non assegnata |
| Vicepresidente del Consiglio dei ministri                          |                                       | Gaspare Colosimo (UL) (dal 9 marzo 1919)                              |                                                                                 | Carica non assegnata |
| Ministri senza portafoglio                                         | Ministri senza portafoglio            | Ministri senza portafoglio                                            | Ministri senza portafoglio                                                      | Sottosegretario |
| Ministri senza portafoglio                                         |                                       |                                                                       | Leonida Bissolati Bergamaschi (PSRI) (dal 29 novembre 1917 al 17 gennaio 1919)  | Carica non assegnata |
| Ministri senza portafoglio                                         |                                       | Antonio Fradeletto (UL) (dal 17 gennaio al 18 giugno 1919)            |                                                                                 | Carica non assegnata |
| Ministri senza portafoglio                                         |                                       | Giovanni Villa (Indipendente) (dal 18 gennaio 1919)                   |                                                                                 | Carica non assegnata |
| Ministri senza portafoglio                                         |                                       | Silvio Crespi (UL) (dal 18 giugno 1919)                               |                                                                                 | Carica non assegnata |
| Ministero                                                          | Ministri                              | Ministri                                                              | Ministri                                                                        | Sottosegretario |
| Affari Esteri                                                      |                                       |                                                                       | Sidney Sonnino (UL)                                                             | Luigi Borsarelli di Rifreddo |
| Colonie                                                            |                                       |                                                                       | Gaspare Colosimo (UL)                                                           | Piero Foscari |
| Interno                                                            |                                       |                                                                       | Vittorio Emanuele Orlando (UL) (fino al 18 gennaio 1919)                        | - Giacomo Bonicelli (dal 29 ottobre 1917) - Silvio Crespi (dal 29 ottobre 1917 al 22 maggio 1919) - Romeo Gallenga Stuart (dal 1º novembre 1917 al 4 gennaio 1919)                                     |
| Interno                                                            |                                       | Giovanni Villa (Indipendente) (dal 18 gennaio al 9 marzo 1919)        |                                                                                 | - Giacomo Bonicelli (dal 29 ottobre 1917) - Silvio Crespi (dal 29 ottobre 1917 al 22 maggio 1919) - Romeo Gallenga Stuart (dal 1º novembre 1917 al 4 gennaio 1919)                                     |
| Interno                                                            |                                       | Gaspare Colosimo (UL) (dal 9 marzo 1919)                              |                                                                                 | - Giacomo Bonicelli (dal 29 ottobre 1917) - Silvio Crespi (dal 29 ottobre 1917 al 22 maggio 1919) - Romeo Gallenga Stuart (dal 1º novembre 1917 al 4 gennaio 1919)                                     |
| Guerra                                                             |                                       |                                                                       | Vittorio Luigi Alfieri (Militare) (fino al 20 marzo 1918)                       | - Umberto Montanari (fino al 28 marzo 1918) - Pasquale Meomartini (dal 28 marzo 1918 al 19 gennaio 1919) - Augusto Battaglieri (dal 19 gennaio 1919)                                                   |
| Guerra                                                             |                                       | Vittorio Zupelli (Militare) (dal 20 marzo 1918 al 18 gennaio 1919)    |                                                                                 | - Umberto Montanari (fino al 28 marzo 1918) - Pasquale Meomartini (dal 28 marzo 1918 al 19 gennaio 1919) - Augusto Battaglieri (dal 19 gennaio 1919)                                                   |
| Guerra                                                             |                                       | Enrico Caviglia (Militare) (dal 18 gennaio 1919)                      |                                                                                 | - Umberto Montanari (fino al 28 marzo 1918) - Pasquale Meomartini (dal 28 marzo 1918 al 19 gennaio 1919) - Augusto Battaglieri (dal 19 gennaio 1919)                                                   |
| Marina                                                             |                                       |                                                                       | Alberto Del Bono (Militare)                                                     | Antonio Teso |
| Grazia e Giustizia e Culti                                         |                                       |                                                                       | Ettore Sacchi (PR) (fino al 17 gennaio 1919)                                    | Rosario Pasqualino Vassallo |
| Grazia e Giustizia e Culti                                         |                                       | Luigi Facta (UL) (dal 17 gennaio 1919)                                |                                                                                 | Rosario Pasqualino Vassallo |
| Finanze                                                            |                                       |                                                                       | Filippo Meda (Indipendente)                                                     | Giovanni Indri |
| Tesoro                                                             |                                       |                                                                       | Francesco Saverio Nitti (PR) (fino al 18 gennaio 1919)                          | - Achille Visocchi (fino al 18 gennaio 1919) - Ettore Conti (dal 15 dicembre 1918 al 18 gennaio 1919) - Enrico De Nicola (dal 19 gennaio 1919)                                                         |
| Tesoro                                                             |                                       | Bonaldo Stringher (dal 18 gennaio 1919)                               |                                                                                 | - Achille Visocchi (fino al 18 gennaio 1919) - Ettore Conti (dal 15 dicembre 1918 al 18 gennaio 1919) - Enrico De Nicola (dal 19 gennaio 1919)                                                         |
| Pubblica Istruzione                                                |                                       |                                                                       | Agostino Berenini (PSRI)                                                        | Angelo Roth |
| Lavori Pubblici                                                    |                                       |                                                                       | Luigi Dari (UL) (fino al 1º gennaio 1919)                                       | Roberto De Vito |
| Lavori Pubblici                                                    |                                       | Ivanoe Bonomi (PSRI) (dal 1º gennaio 1919)                            |                                                                                 | Roberto De Vito |
| Agricoltura                                                        |                                       |                                                                       | Giambattista Miliani (Indipendente) (fino al 18 gennaio 1919)                   | - Domenico Valenzani (fino al 18 gennaio 1919) - Pietro Sitta (dal 18 gennaio 1919) |
| Agricoltura                                                        |                                       | Vincenzo Riccio (UL) (dal 18 gennaio 1919)                            |                                                                                 | - Domenico Valenzani (fino al 18 gennaio 1919) - Pietro Sitta (dal 18 gennaio 1919) |
| Industria, Commercio e Lavoro                                      |                                       |                                                                       | Augusto Ciuffelli (UL)                                                          | - Elio Morpurgo (fino al 18 gennaio 1919) - Giuseppe Paratore (dal 18 gennaio 1919) - Meuccio Ruini (dal 18 gennaio 1919)                                                                              |
| Poste e Telegrafi                                                  |                                       |                                                                       | Luigi Fera (PR)                                                                 | Cesare Rossi di Montelera |
| Armi e Munizioni (istituito)                                       |                                       |                                                                       | Alfredo Dallolio (Militare) (fino al 14 maggio 1918)                            | - Paolo Bignamini (fino al 14 maggio 1919) - Cesare Nava (dal 19 maggio 1919) |
| Armi e Munizioni (istituito)                                       |                                       | Vittorio Zupelli (Militare) (dal 14 maggio 1918)                      |                                                                                 | - Paolo Bignamini (fino al 14 maggio 1919) - Cesare Nava (dal 19 maggio 1919) |
| Trasporti Marittimi e Ferroviari                                   |                                       |                                                                       | Riccardo Bianchi (Indipendente) (fino al 15 maggio 1918)                        | - Giacomo Reggio (fino al 22 maggio 1918) - Salvatore Orlando (dal 22 maggio al 3 ottobre 1918) - Augusto Battaglieri (dal 18 novembre 1918 al 19 gennaio 1919) - Anselmo Ciappi (dal 19 gennaio 1919) |
| Trasporti Marittimi e Ferroviari                                   |                                       | Giovanni Villa (Indipendente) (dal 15 maggio 1918 al 18 gennaio 1919) |                                                                                 | - Giacomo Reggio (fino al 22 maggio 1918) - Salvatore Orlando (dal 22 maggio al 3 ottobre 1918) - Augusto Battaglieri (dal 18 novembre 1918 al 19 gennaio 1919) - Anselmo Ciappi (dal 19 gennaio 1919) |
| Trasporti Marittimi e Ferroviari                                   |                                       | Giuseppe de Nava (UL) (dal 18 gennaio 1919)                           |                                                                                 | - Giacomo Reggio (fino al 22 maggio 1918) - Salvatore Orlando (dal 22 maggio al 3 ottobre 1918) - Augusto Battaglieri (dal 18 novembre 1918 al 19 gennaio 1919) - Anselmo Ciappi (dal 19 gennaio 1919) |
| Approvvigionamenti e Consumi alimentari (istituito e soppresso)    |                                       |                                                                       | Silvio Crespi (UL) (dal 22 maggio 1918 al 18 giugno 1919)                       | - Ferdinando Nunziante di San Ferdinando (dal 22 maggio 1918 al 18 giugno 1919) - Quirino Nofri (dal 19 giugno 1919)                                                                                   |
| Approvvigionamenti e Consumi alimentari (istituito e soppresso)    |                                       | Maggiorino Ferraris (UL) (dal 18 al 23 giugno 1919)                   |                                                                                 | - Ferdinando Nunziante di San Ferdinando (dal 22 maggio 1918 al 18 giugno 1919) - Quirino Nofri (dal 19 giugno 1919)                                                                                   |
| Assistenza militare e Pensioni di guerra (istituito)               |                                       |                                                                       | Leonida Bissolati Bergamaschi (PSRI) (dal 1º novembre 1917 al 21 dicembre 1918) | - Mario Cermenati (fino al 18 gennaio 1919) - Ugo Scalori (dal 18 gennaio 1919) |
| Assistenza militare e Pensioni di guerra (istituito)               |                                       | Vittorio Zupelli (Militare) (dal 1º gennaio 1919 al 18 gennaio 1919)  |                                                                                 | - Mario Cermenati (fino al 18 gennaio 1919) - Ugo Scalori (dal 18 gennaio 1919) |
| Assistenza militare e Pensioni di guerra (istituito)               |                                       | Giuseppe Girardini (PR) (dal 18 gennaio 1919)                         |                                                                                 | - Mario Cermenati (fino al 18 gennaio 1919) - Ugo Scalori (dal 18 gennaio 1919) |
| Armi e Trasporti (istituito e soppresso)                           |                                       |                                                                       | Giovanni Villa (Indipendente) (dal 18 gennaio all'8 marzo 1919)                 | Augusto Battaglieri (dal 29 ottobre 1917 al 22 maggio 1918) |
| Terre liberate dal nemico (istituito)                              |                                       |                                                                       | Antonio Fradeletto (UL) (dal 19 gennaio 1919)                                   | Ernesto Pietroboni (dal 19 gennaio 1919) |
| Alti commissariati                                                 |                                       |                                                                       |                                                                                 | |
| Assistenza morale e materiale ai profughi di guerra (istituito)    |                                       |                                                                       | Luigi Luzzatti (UL) (dal 22 novembre 1917 al 2 luglio 1918)                     | Luigi Luzzatti (UL) (dal 22 novembre 1917 al 2 luglio 1918) |
| Assistenza morale e materiale ai profughi di guerra (istituito)    |                                       | Giuseppe Girardi (UL) (dall’11 agosto 1918)                           |                                                                                 | |
| Aggiunto (istituito)                                               |                                       |                                                                       | Alessandro Stoppato (UL) (dal 2 novembre 1917 al 3 gennaio 1918)                | Alessandro Stoppato (UL) (dal 2 novembre 1917 al 3 gennaio 1918) |
| Aggiunto (istituito)                                               |                                       | Ernesto Pietriboni (PR) (dall’11 agosto 1918)                         |                                                                                 | |
| Aggiunto (istituito)                                               |                                       | Salvatore Segrè Sartorio (Indipendente)                               |                                                                                 | |
| Commissariati generali                                             |                                       |                                                                       |                                                                                 | |
| Carboni e Combustibili nazionali (istituito e soppresso)           |                                       |                                                                       | Roberto De Vito (PR) (fino al 3 febbraio 1918)                                  | Roberto De Vito (PR) (fino al 3 febbraio 1918) |
| Armi e Munizioni (istituito e soppresso)                           |                                       |                                                                       | Cesare Nava (UL) (dal 15 settembre al 14 dicembre 1918)                         | Cesare Nava (UL) (dal 15 settembre al 14 dicembre 1918) |
| Costruzioni navali della Marina mercantile (istituito e soppresso) |                                       |                                                                       | Salvatore Orlando (Indipendente) (dal 6 marzo al 3 ottobre 1918)                | Salvatore Orlando (Indipendente) (dal 6 marzo al 3 ottobre 1918) |
| Assistenza civile e Propaganda interna (istituito e soppresso)     |                                       |                                                                       | Ubaldo Comandini (Indipendente) (dal 10 febbraio 1918 al 1º aprile 1919)        | Ubaldo Comandini (Indipendente) (dal 10 febbraio 1918 al 1º aprile 1919) |
| Aeronautica (istituito e soppresso)                                |                                       |                                                                       | Eugenio Chiesa (Indipendente) (dal 1º novembre 1917 al 14 dicembre 1918)        | Eugenio Chiesa (Indipendente) (dal 1º novembre 1917 al 14 dicembre 1918) |

## Cronologia

### 1917
- 30 ottobre – Alle ore 18:00 il governo di Vittorio Emanuele Orlando giura al Palazzo del Quirinale nelle mani del Re, entrando ufficialmente in carica.[10]
- 7 novembre – Orlando e il ministro degli esteri Sidney Sonnino tengono la conferenza di Rapallo con il presidente francese Paul Painlevé, il primo ministro inglese David Lloyd George e le relative rappresentanze militari. Nel frattempo prosegue la ritirata del Regio Esercito che prosegue oltre il fiume Tagliamento.[11]
- 8 novembre – In seguito alla conferenza di Rapallo viene costituito il consiglio supremo di guerra alleato. Il maresciallo d'Italia Luigi Cadorna è sostituito nel comando da Armando Diaz.[12]
- 29 novembre – Orlando con la delegazione italiana partecipa alla prima riunione del consiglio supremo di guerra alleato a Parigi. Il Regio Esercito è ormai assestato lungo il Piave.[13]
- 22 dicembre – Il deputato Paolo Carcano propone di votare la fiducia al governo in segno di unità nazionale. Il governo ottiene la fiducia (345 sì, 50 no).[14]
- 31 dicembre – Su richiesta del ministro del tesoro Francesco Saverio Nitti inizia l'emissione di un quinto prestito nazionale con interesse annuo del 5% per sostenere le spese di guerra.[15][16]

### 1918
- 18 gennaio – Il governo istituisce la commissione d'inchiesta sulla battaglia di Caporetto.[17]
- 24 gennaio – Orlando e il commissario generale per gli approvvigionamenti e consumi Silvio Crespi si recano a Londra per discutere sulla mancanza di cereali e carbone necessario per le ferrovie.[18]
- 29 gennaio – I colloqui di Londra si concludono positivamente. Nella notte Orlando, il ministro degli esteri Sidney Sonnino e la delegazione italiana, giungono a Parigi per un convegno a Versailles con gli Alleati.[19] La conferenza si conclude il 3 febbraio.[20]
- 13 febbraio – Alla riapertura della Camera il governo comunica il contenuto del patto di Londra firmato il 26 aprile 1915 all'oscuro del Parlamento. Il patto era già stato pubblicato in Russia nel novembre 1917 nel corso della rivoluzione d'ottobre.[21]
- 23 febbraio – Il deputato Ugo di Sant'Onofrio del Castillo propone di votare la fiducia al governo in seguito alle discussioni relative al patto di Londra. Al governo è riconfermata la fiducia (342 sì, 44 no).[22]
- 14 marzo – Il ministro della guerra Vittorio Luigi Alfieri annuncia che il 20 marzo saranno chiamati alle armi i ragazzi nati nell'anno 1900.[23][24]
- 20 marzo – Vittorio Luigi Alfieri si dimette ufficialmente dalla carica di ministro della guerra dopo aver presentato le dimissioni al presidente del consiglio il 6 marzo. Viene sostituito in giornata da Vittorio Italico Zuppelli.
- 15 maggio – Si dimettono il ministro delle armi e munizioni Alfredo Dallolio e il ministro dei trasporti marittimi e ferroviari Riccardo Bianchi: il primo sostituito ad interim dal ministro della guerra Zuppelli, il secondo da Giovanni Villa.
- 15-24 giugno - Su diretto ordine del Premier Orlando, che aveva veementemente richiesto a Diaz di attaccare nonostante le reticenze, inizia la Battaglia del solstizio. Ardua e faticosa, si concluderà in una decisiva vittoria italiana: la linea del fronte viene nuovamente aperta.
- 28 ottobre - Devastato dalla guerra, l’Impero austro-ungarico crolla: dopo la vittoriosa Battaglia di Vittorio Veneto guidata da Armando Diaz, viene firmato pochi giorni dopo (3 novembre) l’Armistizio di Villa Giusti. Con le difese allo sbando ed in ritirata, il Regio esercito corre velocemente verso il Trentino Alto-Adige, la Venezia Giulia e l’Istria, occupando altresì le aree austriache fino ad Innsbruck (da cui si ritireranno, in quest’ultimo caso, solo nel 1920).
- 4 novembre - È emanato il Bollettino della Vittoria.

### 1919
- 18 gennaio - Si apre a Parigi la Conferenza di pace.
- 8 giugno - Orlando incontra a Oulx il vicepresidente Gaspare Colosimo per discutere della questione adriatica.[25]
- 19 giugno - La proposta del governo di riunire la Camera in seduta segreta per discutere dell'esito della conferenza di pace di Parigi è respinta (con 262 no, 78 sì, 168 non votanti), tra i voti contrari quelli di Giovanni Giolitti, Antonio Salandra e Giovanni Antonio Colonna di Cesarò. A seguito del voto negativo Orlando rassegna le dimissioni al re Vittorio Emanuele III. Il governo resta in carica per il disbrigo degli affari correnti.[26]
- 20 giugno - Il Re inizia le consultazioni convocando il Presidente del Senato, Adeodato Bonasi, e il Presidente della Camera, Giuseppe Marcora. In seguito ai colloqui, particolarmente intensi quelli con Giovanni Giolitti, il re incarica in via prima ufficiosa poi definitiva l'ex-ministro del tesoro Francesco Saverio Nitti.[27]
- 23 giugno - Dopo la formazione, la presentazione e il giuramento nelle mani del Re del nuovo esecutivo, termina ufficialmente l’esperienza di governo.[28]